# سارافينا! (فلم)
سارافينا! (بالإنجليزية: Sarafina!)، هُو فيلم موسيقي ودرامي جنوب أفريقي صدر سنة 1992، وقد أخرجه المُخرج داريل رودت.

## وصلات خارجية
- سارافينا! على موقع IMDb (الإنجليزية)
- سارافينا! على موقع روتن توميتوز (الإنجليزية)
- سارافينا! على موقع ألو سيني (الفرنسية)
- سارافينا! على موقع Turner Classic Movies (الإنجليزية)
- سارافينا! على موقع أول موفي (الإنجليزية)
- سارافينا! على موقع بوكس أوفيس موجو (الإنجليزية)
- سارافينا! على موقع فيلمافينيتي (الإسبانية)
- سارافينا! على موقع قاعدة بيانات الأفلام السويدية (السويدية)
- سارافينا! على موقع قاعدة بيانات الفيلم (الإنجليزية)
- سارافينا! على موقع ليتربوكسد (الإنجليزية)